# 郡菜々佳
郡 菜々佳（こおり ななか、1997年5月2日 - ）は、日本の陸上競技選手。専門は投擲（砲丸投、円盤投）。兄の郡浩也はプロバレーボール選手。

## 人物
大阪府大阪市出身。大阪市立淀川小学校、大阪市立淀川中学校、東大阪大学敬愛高等学校、九州共立大学スポーツ学部、九州共立大学大学院スポーツ学研究科を経て、サトウ食品新潟アルビレックスランニングクラブ所属。握力52キロ。
3歳の頃から水泳をしていた。
小学校時代は水泳、柔道をしておりスポーツ万能な子だった。
大阪市立淀川中学校3年次当時は2012年の第39回全日本中学校陸上競技選手権大会（千葉県総合スポーツセンター陸上競技場）において、女子砲丸投及び四種競技にて共に4位に入賞した記録が残る。また同年の第43回ジュニアオリンピック陸上競技大会では女子砲丸投で12m54の大会新記録を樹立して1位となった。
東大阪大学敬愛高等学校進学後は、3年次の平成27年度全国高等学校総合体育大会（和歌山県・紀三井寺運動公園陸上競技場）において、女子砲丸投及び円盤投の2種目に優勝、特に円盤投は49m15の大会新記録を樹立した。
2016年春の高校卒業後、福岡県北九州市へ渡り、九州共立大学スポーツ学部に進学を決める。その年の6月に開催された第17回アジアジュニア陸上競技選手権大会（ベトナム・ホーチミン市）に日本代表選手として出場し、女子砲丸投で15m86を出して金メダル、円盤投で48m04を出して銀メダルをそれぞれ獲得した。7月、2016年世界U20陸上競技選手権大会（ポーランド・ブィドゴシュチュ）に日本代表選手として出場、大会では女子砲丸投・円盤投の2種目に出場して予選敗退であった。同年9月の天皇賜盃第85回日本学生陸上競技対校選手権大会では砲丸投で優勝し、円盤投で2位となった。
2017年、大学2年進級後の4月22日、日本グランプリシリーズの第65回兵庫リレーカーニバル（神戸市・ユニバー記念競技場）の女子円盤投にて49m23を投げてシニア競技会初優勝を飾ると、6月の第101回日本陸上競技選手権大会（大阪市・長居陸上競技場）女子砲丸投では15m82を投じて初の日本タイトルを手中に収めた
。9月の天皇賜盃第86回日本学生陸上競技対校選手権大会女子砲丸投では16m57を投じて優勝し、シーズンの最後を飾った。
2018年、大学3年となる、6月の2018日本学生陸上競技個人選手権大会（平塚市・平塚競技場）女子砲丸投及び円盤投にてそれぞれ優勝を果たし、その後の第102回日本陸上競技選手権大会（山口市・維新百年記念公園陸上競技場）女子砲丸投にて15m96をマークして2年連続日本選手権制覇を果たした。
2019年3月23日、九州共立大学記録会の円盤投で59m03を投げ、室伏由佳が保持していた58m62を12年ぶりに更新する日本新記録を樹立した。
2022年6月の第106回日本陸上競技選手権大会においては円盤投で58m70のセカンドベストをマークして初優勝し、砲丸投でも優勝。二冠を達成した。
2023年6月の第107回日本陸上競技選手権大会では、砲丸投で16m19を記録し、3年連続6度目の優勝。